# Nikolai Jefgrafowitsch Popow

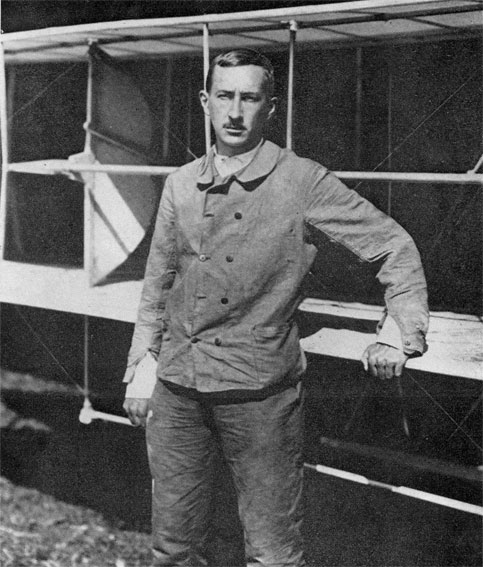
Nikolai Jefgrafowitsch Popow vor seiner Wright in St. Petersburg (Frühjahr 1910)

Nikolai Jefgrafowitsch Popow (russisch Николай Евграфович Попов; * 30. Maijul. / 11. Juni 1878greg. in Moskau; † 30. Dezember 1929 in Cannes) war ein russischer Pilot.

## Leben
Popow war das jüngste von sieben Kindern des Kaufmanns und erblichen Ehrenbürgers Jefgraf Alexandrowitsch Popow, der aus Iwanowo-Wosnessensk stammte und als Tuchhändler in Moskau ein großes Vermögen erwarb. Nach dem Gymnasiumsbesuch studierte Popow am Moskauer Landwirtschaftsinstitut mit Abschluss als Agronom. Er arbeitete darauf in der Nähe Moskaus, wo er mit seinen modernen Methoden der Landwirtschaft bei den Gutsbesitzern, Verwaltern und Bauern auf totales Unverständnis stieß und sogar kurzzeitig festgesetzt wurde.
Nachdem Popow durch seine Unruhe stiftenden Aktivitäten auch den Behörden aufgefallen war, konnte er dank der Beziehungen und des Geldes seines Vaters ins Ausland ausweichen, wo er in Frankreich und Deutschland das moderne Leben kennenlernte. In der Schweiz erlernte er das Bergsteigen, das in Russland noch ein völlig unbekannter Sport war. Auf der Industrieausstellung in Genf nahm er wiederholt als zahlender Gast an Ballonaufstiegen teil. Er ging dann nach Südafrika und nahm am Zweiten Burenkrieg auf Seiten der Buren teil. Dort lernte er die Maschinenwaffen und Techniken des modernen Kriegs mit Nachrichtenübertragung durch Heliographie und Telegrafie und den Einsatz von Heißluftballons kennen. Nach der Niederlage der Buren 1902 studierte er Politische Ökonomie in Paris, Zürich und Genf.
Als 1904 der Russisch-Japanische Krieg ausbrach, kehrte Popow nach Russland zurück, um sich am Krieg zu beteiligen. An der Grenze wurde er verhaftet und kam ins Gefängnis. Dank der Bemühungen der Freunde seines Vaters kam er frei und durfte nach seinem wegen Unzuverlässigkeit abgelehnten Antrag auf Eintritt in die Kaiserlich Russische Armee als Kriegsberichterstatter der Nowoje wremja in die Mandschurei fahren. Bei Liaoyang wurde er an der Front verwundet und kam ins Krankenhaus, wo die Idee entstand, zum Nordpol zu kommen.
Popow reiste nach Island, um die Schifffahrt und die Navigation zu erlernen, und arbeitete einige Zeit als Matrose auf einem Fischerei-Schoner. Nach einem Zeitungsbericht über die Vorbereitung einer Nordpolexpedition eilte er sogleich nach Frankreich, um seine Dienste dem Aeronauten Melvin Vaniman anzubieten. Beim Bau des Luftschiffs arbeitete Popow zunächst als Schlosser mit und wurde dann Mechaniker. Er gehörte darauf als Mechaniker zur Mannschaft des Luftschiffs America, mit dem Walter Wellman 1908 zum Nordpol fahren wollte. Allerdings gelang nicht der Start auf Spitzbergen.

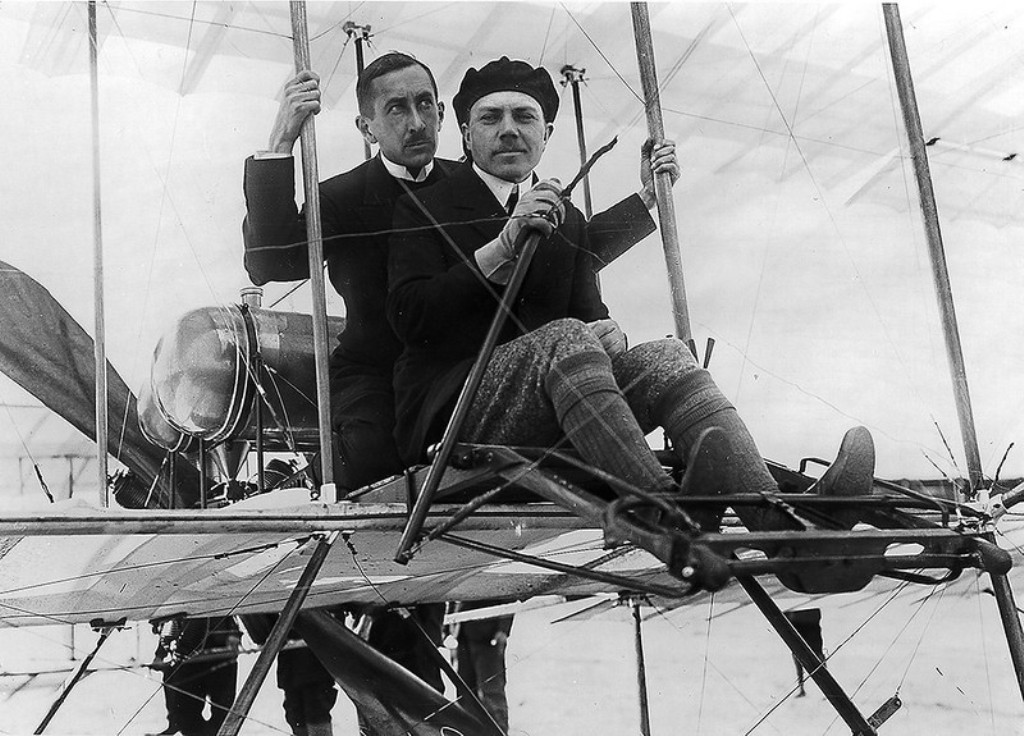
Nikolai Popow (links) und Michail Jefimow in Frankreich (1910)

Popow kehrte nach Frankreich zurück und wurde Mechaniker der Flugschule der Brüder Wright bei Paris. Er verbrachte ganze Tage auf dem Flugplatz Juvisy-sur-Orge und nahm erste Flugstunden bei dem Chefpiloten Charles de Lambert. Bei seinem ersten Flug mit einem Wright-Flugzeug am 13. Dezember 1909 landete er zu heftig, so dass das Flugzeug beschädigt und er verletzt wurde. Nach dem monatelangen Heilungsprozess wollte er wieder fliegen, aber er hatte kein Flugzeug, und niemand stellte ihm eins zur Verfügung. Er wechselte zur 1909 gegründeten Société Ariel in Paris, die als erstes kommerzielles Unternehmen Wright-Flugzeuge in Lizenz baute und dessen Direktor Michel Clemenceau der Sohn Georges Clemenceaus war. Popow reiste nach Cannes, wo er als künftiger Commis-voyageur Übungsflüge mit Wrights auf dem Flugplatz machen durfte. Es gab etwa 18 Stürze, aber er reparierte und machte weiter. Am 27. März 1910 nahm er ohne Pilotendiplom am Flugwettbewerb in Cannes teil. Am nächsten Tag erhielt er vom Kommissar des Aeroclubs von Frankreich das Pilotendiplom Nr. 50 als zweiter Russe, nachdem Michail Nikiforowitsch Jefimow das Pilotendiplom Nr. 31 erhalten hatte. Am letzten Tag des Wettbewerbs starteten die anderen Piloten nicht wegen des Todes Leblons. Popow war mit den Mechanikern mit dem Motor beschäftigt und startete erst eine Viertelstunde vor Wettbewerbsende zum Flug über Cannes und das Meer, der von Tausenden bewundert wurde. Er gewann den 1. Preis mit 25.000 Franc und den Preis der Stadt Cannes.
Darauf kehrte Popow nach Russland zurück. Er legte in St. Petersburg an der Offiziersaeronautenschule die Abschlussprüfung ab und war nun erstklassiger Pilot. Er führte Flugschauen in vielen Städten Russlands und Europas durch. Ende April 1910 führte er auf der Luftfahrtwoche in St. Petersburg seine Flugkünste mit dem Wright-Doppeldecker vor und stellte den Höhenrekord von 600 m auf. Auf dem Flugplatz Gattschina erprobte er eine Farman und eine Wright. Am 21. Mai 1910 stürzte er abends bei der Landung ab und verletzte sich schwer, so dass er in das Schloss-Gattschina-Krankenhaus gebracht wurde. Aufgrund der schweren Verletzungen konnte er nicht mehr fliegen. Für weitere Heilbehandlungen begab er sich wieder ins Ausland.
In den letzten Jahren lebte Popow in Frankreich. Im Ersten Weltkrieg diente er als Steuermann in einem Luftschiff der französischen Luftstreitkräfte. Nach dem Krieg verließ er Paris und zog an die Côte d’Azur. Seinen Lebensunterhalt verdiente er sich im Golfclub Cannes als Starter. Von den russischen Emigrantenorganisationen hielt er sich fern. Er akzeptierte das neue Russland nach der Oktoberrevolution.
Popow starb aufgrund zunehmender unerträglicher Schmerzen durch Suizid am 30. Dezember 1929 in Cannes und wurde am 1. Januar 1930 in einem Armengrab im protestantischen Teil des Cimetière du Grand Jas begraben. An der gegenüberliegenden Friedhofsmauer brachte der Aeroclub Cannes eine Gedenktafel an.